# La Chapelle-Saint-André
La Chapelle-Saint-André è un comune francese di 345 abitanti situato nel dipartimento della Nièvre nella regione della Borgogna-Franca Contea.

## Società

### Evoluzione demografica
Abitanti censiti